# 类药性
类药性指化合物与已知药物的相似性。具有类药性的化合物并不是药物，但是具有成为药物的可能，这一类化合物称为类药性分子或药物类似物分子。类药性是一个模糊的概念，在药物研发中，类药性研究基于先导化合物之上，可以说类药性分子是高质量的先导化合物。

## 类药性的研究意义
类药性往往是依据药物的要求，为了能得到药物，要求先导化合物在化学上容易合成，并且具有ADME（吸收、分布、代谢、排泄）的性质。由于在药物研发过程中，测定活性是确认化合物作为先导物的直接指标，而许多特性在先导化合物的优化过程中无法测量。为了降低研发的风险，类药性被更多用于评估化合物可能存在的导致失败的特性。

## 类药性的评估方法
类药性的评估往往运用在化合物库的建立中，通过评估类药性过滤出有潜在失败倾向的化合物，为下面的合成和筛选节约资源。通常采用的评估方法有：
- 排除法：基于一些分子特征会导致毒性和降低生物利用度等，这些特征可以定义为排除的依据。这些规则往往是依据以往的经验制定的，比较常用的有利平斯基规则。
- 模仿已知药物：利用已知的药物结构中有利的特性对化合物进行评估。
- 预测性质：通过计算的方法预测某些性质。如溶解性、口服利用度、血脑屏障、代谢稳定性、毒性等，目前都有计算的方法来预测。